# Don Johnson
Donnie Wayne "Don" Johnson (Flat Creek, Missouri, 15 de desembre de 1949) és un actor estatunidenc ben conegut pel seu paper com James "Sonny" Crockett en la sèrie de televisió Miami Vice. També protagonitzà la sèrie Nash Bridges. Johnson té un premi Golden Globe pel seu paper en Miami Vice, va guanyar l'American Power Boat Association i té una estrella al Hollywood Walk of Fame. També és cantant, productor i director.

## Biografia
Va néixer el 15 de desembre de 1949 a Flat Creek (Missouri). Va estudiar a la Universitat Harvard.
És més conegut per la seva actuació en la sèrie Miami Vice en el paper de Sonny Crockett al costat de Philip Michael Thomas. La sèrie va estar en pantalla cinc temporades, entre 1984 i 1989. El 1985 va realitzar una mini sèrie, "The long hot summer" amb un repartiment que va incloure a Jason Robarts, Judith Ivey, Cybill Shepherd i Ava Gardner, remake del "Llarg i càlid estiu" del director Martin Ritt en 1958 amb Paul Newman.
En la dècada de 1990 va protagonitzar la sèrie Nash Bridges.
Va estar casat dues vegades amb Melanie Griffith, amb la qual té una filla, Dakota, fruit de les seves segona unió. Després del seu primer divorci va viure diversos anys amb la també actriu Patti D´Arvanville amb qui va tenir un fill, Jesse. Va tenir una relació amb Barbra Streisand, amb qui va gravar un duet, "Till I Loved You". El 1999 es va casar amb Kelly Phleger, la seva actual esposa, amb qui té tres fills.
Va gravar dos discos: Heartbeat en 1986 i Let It Roll en 1989, amb Bruce Kulick guitarrista de Kiss. Tots dos materials van ser editats pel segell CBS, avui Sony BMG.

## Filmografia
| Any       | Títol                                    | Paper                           | Notes |
| --------- | ---------------------------------------- | ------------------------------- | --- |
| 1970      | The Magic Garden of Stanley Sweetheart   | Stanley Sweetheart              | |
| 1971      | Zachariah                                | Matthew                         | |
| 1973      | The Harrad Experiment                    | Stanley Cole                    | |
| 1973      | Kung Fu                                  |                                 | Episodi: "The Spirit Helper" |
| 1974      | Lollipops and Roses                      | Franky                          | |
| 1975      | A Boy and His Dog                        | Vic                             | Saturn Award al millor actor |
| 1975      | Return to Macon County                   | Harley McKay                    | |
| 1976      | The Streets of San Francisco             | Larry Wilson                    | Episodi: "Hot Dog" |
| 1976      | Law of the Land                          |                                 | |
| 1977      | The City                                 | Sergent Brian Scott             | Pilot |
| 1977      | Eight is Enough                          |                                 | |
| 1977      | The Cover Girls                          |                                 | |
| 1978      | Swan Lake                                | Benno (veu)                     | |
| 1978      | Pressure Point                           |                                 | |
| 1978      | Ski Lift to Death                        | Mike Sloan                      | |
| 1978      | The Two-Five                             |                                 | |
| 1978      | Katie: Portrait of a Centerfold          |                                 | |
| 1978      | First, You Cry                           |                                 | |
| 1979      | Tales of the Unexpected                  |                                 | |
| 1979      | Amateur Night at the Dixie Bar and Grill |                                 | Telefilm |
| 1979      | The Rebels                               |                                 | Minisèrie |
| 1980      | From Here to Eternity                    |                                 | Només es van fer 13 episodis |
| 1980      | Beulah Land                              |                                 | Minisèrie |
| 1980      | Revenge of the Stepford Wives            |                                 | Telefilm |
| 1981      | Elvis and the Beauty Queen               | Elvis Presley                   | Telefilm |
| 1981      | The Two Lives of Carol Letner            |                                 | Telefilm |
| 1981      | Soggy Bottom, U.S.A.                     | Jacob Gorch                     | |
| 1982      | Melanie                                  | Carl                            | |
| 1984–1989 | Miami Vice                               | Detectiu James "Sonny" Crockett | 111 Episodis Globus d'Or al millor actor en sèrie dramàtica (1986) Nominació − Globus d'Or al millor actor en sèrie dramàtica (1987) Nominació − Primetime Emmy al millor actor en sèrie dramàtica |
| 1985      | Cease Fire                               | Tim Murphy                      | |
| 1985      | The Long Hot Summer                      | Ben Quick                       | Telefilm |
| 1987      | G.I. Joe: The Movie                      | Tinent Falcon                   | Directe a vídeo |
| 1988      | La dansa dels cors (Sweet Hearts Dance)  | Wiley Boon                      | |
| 1989      | Dead Bang                                | Jerry Beck                      | |
| 1990      | Llavis ardents (The Hot Spot)            | Harry Madox                     | |
| 1991      | Dos homes durs                           | Marlboro                        | |
| 1991      | Paradise                                 | Ben Reed                        | |
| 1993      | Born Yesterday (1993)                    | Paul Verrall                    | |
| 1993      | L'advocat del diable                     | David Edgar Greenhill           | |
| 1995      | In Pursuit of Honor                      | Sergent John Libbey             | |
| 1996–2001 | Nash Bridges                             | Nash Bridges                    | Productor executiu 122 Episodis |
| 1996      | Tin Cup                                  | David Simms                     | |
| 1998      | Goodbye Lover                            | Ben Dunmore                     | |
| 2003      | Word of Honor                            | Tinent Benjamin Tyson           | Telefilm Coproductor executiu |
| 2005      | Just Legal                               | Grant H. Cooper                 | Cancel·lada després de 3 episodi 8 episodis (2005–06) |
| 2007      | Moondance Alexander                      | Dante Longpre                   | |
| 2007      | Bastardi                                 | Sante Patene                    | |
| 2008      | Lange Flate Ballær 2                     | Almirall Burnett                | |
| 2008      | Torno a vivere da solo                   | Nico                            | |
| 2010      | When in Rome                             | -                               | |
| 2010      | Machete                                  | Tinent Von Jackson              | |
| 2010-2012 | Eastbound & Down                         | Eduardo Sanchez Powers          | |
| 2011      | A Good Old Fashioned Orgy                | Pare                            | |
| 2011      | Bucky Larson: Born to Be a Star          | Miles Deep                      | |
| 2012      | Django desencadenat                      | Spencer "Big Daddy" Bennett     | |
| 2014      | Cold in July                             | Jim Bob Luke                    | |
| 2014      | The Other Woman                          | Frank Whitten                   | |
| 2015      | Alex of Venice                           | Roger                           | |
| 2017      | Vengeance: A Love Story                  | Jay Kirkpatrick                 | |
| 2017      | Brawl in Cell Block 99                   | Warden Tuggs                    | |
| 2018      | Book Club                                | Arthur                          | |
| 2018      | Dragged Across Concrete                  | Lt. G. Calvert                  | |
| 2019      | Vault                                    | Gerry                           | |
| 2019      | Knives Out                               | Richard Drysdale-Thrombley      | |
| 2019      | Watchmen                                 | Judd Crawford, cap de policia   | 9 episodis |

## Discografia

### Àlbums d'estudi
| Títol       | Detalls                                                                           | Posicions en llista | Posicions en llista | Posicions en llista | Posicions en llista | Posicions en llista | Posicions en llista | Posicions en llista | Posicions en llista | Posicions en llista |
| Títol       | Detalls                                                                           | US                  | AUT                 | FIN                 | FRA                 | GER                 | NL                  | NOR                 | SWE                 | SWI                 |
| ----------- | --------------------------------------------------------------------------------- | ------------------- | ------------------- | ------------------- | ------------------- | ------------------- | ------------------- | ------------------- | ------------------- | ------------------- |
| Heartbeat   | - Llançament: 11 de novembre de 1986 - Segell: Epic Records - Formats: CD, casset | 17                  | 3                   | 5                   | —                   | 3                   | 20                  | 7                   | 34                  | 7                   |
| Let It Roll | - Llançament: 20 de setembre de 1989 - Segell: Epic Records - Formats: CD, casset | —                   | 23                  | 17                  | 15                  | 2                   | 19                  | —                   | 35                  | 6                   |

### Àlbums recopilatoris
| Títol         | Detalls                                                                                    |
| ------------- | ------------------------------------------------------------------------------------------ |
| The Essential | - Llançament: 20 de gener de 1997 - Segell: Sony Music Entertainment - Formats: CD, casset |

### Senzills
| Any  | Senzill                     | Posicions en llista | Posicions en llista | Posicions en llista | Posicions en llista | Posicions en llista | Posicions en llista | Posicions en llista | Posicions en llista | Posicions en llista | Posicions en llista | Àlbum       |
| Any  | Senzill                     | US                  | AUT                 | FIN                 | FRA                 | GER                 | NL                  | NOR                 | SWE                 | SWI                 | UK                  | Àlbum       |
| ---- | --------------------------- | ------------------- | ------------------- | ------------------- | ------------------- | ------------------- | ------------------- | ------------------- | ------------------- | ------------------- | ------------------- | ----------- |
| 1986 | "Heartbeat"                 | 5                   | 3                   | 4                   | —                   | 6                   | 10                  | 5                   | 16                  | 6                   | 46                  | Heartbeat   |
| 1986 | "Heartache Away"            | 56                  | 22                  | —                   | —                   | 31                  | 25                  | —                   | —                   | —                   | —                   | Heartbeat   |
| 1987 | "Voice on a Hotline"        | —                   | —                   | —                   | —                   | —                   | 59                  | —                   | —                   | —                   | —                   | Heartbeat   |
| 1989 | "Tell It Like It Is"        | —                   | 13                  | —                   | 6                   | 2                   | 6                   | —                   | —                   | 6                   | 84                  | Let It Roll |
| 1989 | "Other People's Lives"      | —                   | —                   | —                   | 46                  | 57                  | 53                  | —                   | —                   | —                   | —                   | Let It Roll |
| 1989 | "A Better Place" (amb Yuri) | —                   | —                   | —                   | —                   | —                   | —                   | —                   | —                   | —                   | —                   | Let It Roll |

## Videografia
- 1987: Heartbeat -  Full Length Video (VHS) - (10 de maig de 1987)